# Ланды (департамент)
Ланды (фр. Landes, окс. Lanas) — департамент на юго-западе Франции, один из департаментов региона Новая Аквитания. Порядковый номер — 40. Административный центр — Мон-де-Марсан. Население департамента по состоянию на 2010 год составило 397 766 человек, что позволило Ландам занять 60-е место среди французских департаментов по количеству населения (по сравнению с 68 местом, занимаемым в 1999 году).

## География
Департамент включает 2 округа, 30 кантонов и 331 коммуну. Департамент Ланды входит в состав региона Новая Аквитания и граничит с департаментами Жиронда на севере, Ло и Гаронна, Жер на востоке, Атлантические Пиренеи на юге и омываетсяАтлантическим океаном на западе. Песчаное побережье Ландов протянулось 106 километров и является частью Серебряного берега Франции.
Имея площадь территории 9243 км², департамент Ланды является вторым по площади департаментом материковой Франции (после соседней Жиронды) и длина его побережья является третьей по величине в материковой Франции после побережья Финистьер в Британи и побережья соседней Жиронды.
Леса Ландов являются самым крупным лесным массивом Франции. Леса покрывают более 65 % территории департамента и сильно пострадали во время урагана Клаус, прошедшего в январе 2009 года. Леса Ландов располагаются преимущественно на севере департамента, в центре его и на востоке, где расположен Природный парк (Parc Naturel régional des Landes de Gascogne). Здесь произрастает преимущественно сосна приморская.
Но леса занимают не всю территорию департамента. Южнее реки Адур (имеющая длину более 300 км), расположена область Шалосс, более холмистая и зелёная. Здесь развито сельское хозяйство, в особенности разведение крупного рогатого скота и уток, выращивание кукурузы, а также на востоке находятся винодельческие хозяйства Турсан.

## История
Департамент был образован в период Французской революции, 4 марта 1790 года, согласно закону, принятому 22 декабря 1789 года, объединив часть территорий исторических провинций Гиень и Гасконь. При объединении территориальных субъектов, унаследованных от Старого режима, образовалась административная территория, характеризующаяся определённой неоднородностью, поскольку аграрно-ориентированный гасконский регион Шалосс, более схож с Беарн, а лесные районы более близки Жиронде.
Решение об изменении территориального деления было принято Конституционным собранием в 1790 году и преследовала две цели: рационализировать территориальное строение и уничтожить систему лояльности к Старому режиму.
Первое время, после своего образования (и вплоть до 1850-х годов), территория департамента представляла собой на 60—70 % заболоченную пустошь, именуемую ландами, откуда и произошло название департамента, а южная часть департамента представляла собой холмистые земли с плодородными, возделываемыми почвами, а также леса. Для повышения плодородия земли, здесь регулярно устраивали отжиг, чтобы прокормить крупные отары овец (в 1850 году поголовье насчитывало от 900 тысяч до 1 миллиона овец), которые пасли пастухи, передвигаясь на ходулях (ходули); использование ходуль на абсолютно ровной местности позволяло легче преодолевать большие расстояния (15—20 километров в сутки) вместе с отарами. Вплоть до 1857 года, когда был принят «Закон об оздоровлении и реформе культуры в Гасконских Ландах», на этих землях был широко распространён земледельческо-скотоводческий уклад, сила которого была в свободном использовании общественного имущества. Последующая систематическая посадка сосны, которую культивировали для добычи смолы (подсочка) и заготовки древесины, сопровождавшаяся продажей общинных земель и имущества во второй половине XIX века, радикально изменила экономику и ландшафт две трети территории департамента, способствуя его быстрому расцвету.
В июне 2006 года Генеральный Совет департамента выдвинул предложение сменить название департамента на «Гасконские Ланды», согласно названию природной области; предполагалось, что это название было бы более выразительно для английских туристов.

## Экономика
Ланды известны своим лесным хозяйством. Сосновые леса, в которых происходит добыча древесины, а также раньше добывались смолы, были насаждены в начале XIX столетия, в целях предотвращения эрозии песчаной почвы.
Существенную роль в экономике департамента занимают следующие виды деятельности:
- Птицеводство: разведение уток (7,5 миллиона уток в год), цыплят, гусей
- Разведение мясных пород коров (Шалосская порода)
- Аграрная отрасль: кукуруза, спаржа, виноградники, морковь, красный перец
- Лесоводство и деревообработка (бумажная фабрика в Мимизане)
- Бальнеологические курорты
- Термальные источники (основной термальный курорт Франции в Даксе)
- Экотуризм
- Виноделие (вина AOC Tursan, IGP Landes)

## Культура
- Ландская коррида
- Производство фаянса в коммуне Самаде
- Венера Брассампуйская
- Фестиваль Arte Flamenco (ежегодно в июле в Мон-де-Марсане)
- Множество городских гуляний, наиболее известные проходят в Мон-де-Марсане (июль) и в Даксе (август)

Официальным языком в департаменте является французский язык. При этом важное место занимает гасконский диалект окситанского языка, особенно в сельской местности департамента.

### Гастрономия
Среди французских департаментов Ланды занимают первое место по числу сельскохозяйственных продуктов, удостоенных национальных сертификатов качества.
В этот перечень входит семь продуктов:
- Фермерская утка Ландов (сертификат качества Label rouge)
- Домашняя птица Ландов (Label rouge и I.G.P.), особенно ценятся фермерские цыплята из Сен-Севера (Label rouge[3])
- Шалосская говядина (Label rouge и I.G.P.)
- Спаржа Sables des Landes (I.G.P.)
- Киви из Адура (Label rouge и I.G.P.)
- Вина Турсана (AOC и I.G.P.)
- Арманьяк и Флок де Гасконь (AOC)

Кулинарные блюда, принёсшие известность кухне Ландов, приготовлены главным образом из этих продуктов. При этом лидирующее место отведено утке, которая в огромных количествах выращивается в Ландах либо закупается для консервирования. В департаменте огромное количество утиных базаров, самые крупные — в Аму, Даксе, Пейрораде и в Мон-де-Марсане. Употребляются все части утки (а также гуся).
Наиболее популярными продуктами из утятины остаются:
- утиная печёнка (фуа гра) (готовая, полуфабрикат и свежая),
- утиная грудка (свежая, а также копчёная или вяленая),
- утиные ножки и бёдра, приготовленные или законсервированные в утином жире,
- утиные желудки, приготовленные в утином жире,
- утиные консервы, напоминающие тушёнку, но приготовленные из остатков утки в утином жире

Одним из самых известных блюд региональной кухни Ландов остаётся Ландская тарелка, куда входят спаржа, кукуруза, семена сосны, байоннский окорок и три обязательных ландских продукта: полоски копчёной или вяленой утиной грудки, утиный зоб и фуа-гра.
В части кондитерских изделий, региональными блюдами Ландов являются ландский пастис (в гасконском диалекте это выпечка, а не анисовая водка) и туртьер(с яблоками, со сливами или без добавок).
В департаменте Ланды родились всемирно известные шеф-повара Ален Дюкасс (дважды 3 мишленовские звезды) и Элен Дарроз (фр. Hélène Darroze) (2 мишленовские звезды), которая открыла ресторан высокой кухни в Москве в Raff House.

## Туризм и достопримечательности
Туризм является важнейшим направлением экономики департамента Ланды, что подтверждается в среднегодовым объёмом посещения в 21 млн ночей.

### Серебряный берег
Имея длину 106 километров, побережье Ландов является одним из самых длинных в Европе пляжей с мелкозернистым песком. Основные туристические объекты в Ландах сосредоточены в прибрежной зоне, получившей название Серебряный берег. Отличные условия для сёрфинга на этом побережье признаны во всём мире (несколько крупных спортивных соревнований организуются ежегодно). Основными приморскими курортами департамента являются (с севера к югу):
1. Бискарросс
2. Мимизан
3. Конти
4. Ли-э-Микс
5. Вьёй-Сен-Жирон
6. Мольетс-э-Маа
7. Мессанж
8. Вьё-Буко-ле-Бен
9. Сеньосс
10. Сорт-Осгор
11. Капбретон
12. Лабенн
13. Ондр
14. Тарнос

### Бальнеологические курорты
Бальнеологические курорты в Ландах также привлекают множество курортников. В департаменте имеются следующие бальнеологические курорты:
- Дакс — основной бальнеологический курорт Франции
- Эжени-ле-Бен (первый центр похудения во Франции) вместе с минеральными источниками
- Прешак-ле-Бен
- Сен-Поль-ле-Дакс
- Собюсс

### Объекты ЮНЕСКО
Паломническая дорога Святого Иакова была включена в список объектов Всемирного наследия. Четыре объекта, расположенных на территории департамента, через который пролегает дорога Святого Иакова, также включены в список объектов Всемирного наследия ЮНЕСКО:
- Церковь святой Квитерии в Эре
- Колокольня в Мимизане
- Аббатство в Сен-Севе
- Аббатство святого Жана в Сорде и древний монастырь бенедиктинцев XVII века

### Религиозное наследие
В департаменте насчитывается 438 церквей, расположенных в 331 коммуне, а также более 200 почитаемых источников из 2000, зарегистрированных во всей Франции.
На территории департамента имеется два кафедральных собора (собор в Даксе и собор в Эре), которые, вместе с аббатствами Ландов и церквями, классифицированы или внесены в список национальных исторических памятников.
В коммуне Сен-Венсан-де-Поль родился католический святой Викентий де Поль.

### Замки в Ландах
Среди замков, расположенных на территории департамента Ланды, наиболее примечательными являются:
- Замок Кастийон, где гостил Теофиль Готье и который вдохновил начало его романа Капитан Фракасс
- Замок Гожак со своими садоводческими оранжереями
- Замок Лабри, колыбель рода Альбре
- Монфор-ан-Шалосс и его сельскохозяйственная продукция (шалосская говядина, вина и прочее)
- Древний замок Нолибо и донжон Лакатайе в префектуре департамента Мон-де-Марсан
- Шато Равиньян в стиле Людовика XIII с его производством Арманьяка в коммуне Перки
- Замок в Беладе
- Шато Вулсак, бывшее прежде владением герцогов Вестминстеров.

### Праздники и шествия
Множество городов и селений устраивают местные праздники в летний период, среди которых самые примечательные проходят в:
- Мон-де-Марсан: Праздник Магдалины в третью неделю июля, которому предшествует фестиваль Arte flamenco.
- Дакс: Гуляние в Даксе проходит во вторую неделю августа. Затем город снова оживляется в сентябре на время музыкально-спортивного праздника Toros y Salsa.
- Сен-Венсан-де-Тирос: гуляние в четвёртую неделю июля.
- Сорт-Осгор: чемпионат мира по сёрфингу Quiksilver Pro France в четвёртую неделю сентября.

### Музеи
- Музей Деспио-Влерик, единственный во Франции музей современной портретной скульптуры, где представлены работы Шарля Деспио и Роберта Влерика.
- Экомузей Больших Ландов, где представлена жизнь ландских пастухов в XIX веке, ещё до того как огромные лесные посадки пришли на смену пасторальному укладу Ландов.
- Музей Феликса Арнодена в коммуне Лабуэр.
- Департаментский музей фаянсовых изделий в коммуне Самаде.
- Музей в Шалоссе, где представлены аграрные и винодельческие хозяйства, типичные для эпохи XIX века.